# Palača parlamenta, Bukarešta
Palača parlamenta (romunsko Palatul Parlamentului) je sedež romunskega parlamenta. Stoji na hribu Dealul Arsenalului v središču Bukarešte in je največja upravna stavba na svetu  z višino 84 metrov, površino 365.000 kvadratnih metrov in prostornino 2.550.000 kubičnih metrov. Je tudi najtežja stavba na svetu, saj tehta okoli 4.098.500.000 kilogramov. 
Veliko stavbo parlamenta, znano po svoji bogati notranjosti, sestavlja 23 oddelkov, v njej so senat in poslanska zbornica, trije muzeji in mednarodni konferenčni center. V palači so Muzej sodobne umetnosti, Muzej komunističnega totalitarizma (ustanovljen leta 2015)  in Muzej palače. Čeprav je bila po romunski revoluciji leta 1989 imenovana Hiša republike (romunsko Casa Republicii), je postala splošno znana kot Palača ljudstva (romunsko Casa Poporului). V njej so prireditve državnih ustanov in mednarodnih teles, kot so konference, simpoziji, vendar pa je še približno 70 % stavbe prazne. 
Leta 1990 je avstralski poslovni magnat Rupert Murdoch želel kupiti stavbo za 1 milijardo ameriških dolarjev, vendar je bila njegova ponudba zavrnjena . Od leta 2008 je palača ocenjena na 3 milijarde evrov, zaradi česar je najdražja upravna stavba na svetu . Stroški ogrevanja in električne razsvetljave presegajo 6 milijonov dolarjev letno, kar je toliko kot za srednje veliko mesto. 

## Lega
Stavba je v osrednjem delu Bukarešte (sektor 5), ki je znan kot Dealul Arsenalului in ga uokvirjajo ulica Izvor na zahodu in severozahodu, avenija Združenih narodov na severu, avenija Svobode na vzhodu in Calea 13. septembra na jugu.

## Zgodovina
Po potresu 4. marca 1977 je Nicolae Ceaușescu začel obnavljati Bukarešto. Palača ljudstva je bila središče tega projekta. Projekt Bukarešta je bil njegov velikopotezen projekt, ki se je začel leta 1978 kot replika Pjongjanga, prestolnice Severne Koreje. Sistematičen projekt je obstajal že od 1930-ih (v obdobju Karla II.) za območje Unirii-Dealul Arsenalului. Za načrt je bil izveden natečaj in zmagala je arhitektka Anca Petrescu, ki je bila imenovan za glavno arhitektko projekta, stara komaj 28 let. Usklajevala je delo skupine desetih arhitektov, ki so nadzorovali nadaljnjih 700.  Gradnja palače se je začela 25. junija 1984, odprtja pa se je udeležil tudi Ceaușescu.
Stavba je bila postavljena na kraju, kjer so bili samostani, ki so bili porušeni, in na hribu Uranus, ki je bil izravnan. Na tem območju so bili državni arhivi, samostan Văcărești, bolnišnica Brâncovenesc  ter okoli 37 starih tovarn in delavnic. Rušenje na območju Uranusa se je začelo leta 1982. Porušenih je bilo 7 km² starega mestnega jedra in 40.000 ljudi s tega območja je bilo preseljenih. Dela so bila izvedena s prisilnim delom vojakov, da so bili stroški čim manjši .
Delalo je od 20.000 do 100.000 ljudi, včasih tudi v treh izmenah. Tisoči so umrli, nekateri omenjajo številko 3000 .
Leta 1989 so bili stroški gradnje ocenjeni na 1,75 milijarde dolarjev, leta 2006 pa 3 milijarde evrov.

### Po letu 1989
Od leta 1994 je v stavbi poslanska zbornica, palačo poslanske zbornice (zdaj Palača patriarhata) pa je država podarila romunski pravoslavni cerkvi. Od leta 2004 ima v stavbi sedež romunski senat, ki je bil prvotno v nekdanji stavbi centralnega komiteja romunske komunistične partije.
Med letoma 2003 in 2004 je bil poleg zunanjih dvigal zgrajen tudi steklen prizidek . To naj bi olajšalo dostop do Narodnega muzeja sodobne umetnosti, ki je bil odprt leta 2004 v zahodnem krilu palače. V istem obdobju je bil zaradi protesta javnosti preklican projekt, ki je bil namenjen dvigovanju velike zastave. Zastava je bila že postavljena na stavbi, vendar je bila odstranjena skupaj z nosilcem.
Restavracija, dostopna samo politikom, je bila prenovljena. Leta 1998 je bil v stavbi ustanovljen regionalni center za boj proti čezmejnemu kriminalu SECI.
Leta 2008 je bil v palači 20. vrh Nata. Leta 2010 je politik Silviu Prigoană predlagal prenovo stavbe v nakupovalni center in zabaviščni kompleks. Prigoană je dejal, da bi se moral parlament preseliti v novo stavbo, saj je zasedal le 30 % velike palače. Medtem ko je predlog v Romuniji sprožil razpravo, je politik Miron Mitrea to zamisel zavrnil kot "šalo".
Palača je bila tudi ozadje številnih dogodkov v motošportu, vključno z Drift Grand Prix Romunija 2011. [18]

## Opis
Gradnja palače se je začela leta 1984 in bi morala biti končana v dveh letih. Rok je bil nato podaljšan do leta 1990, vendar še ni bila dokončana. Od 1100 sob je bilo na voljo le 400 sob in dve sejni sobi.
Ceaușescu je namreč hotel zgradbo, v kateri bi bili sedeži vseh političnih centrov v državi kot tudi njegova osebna rezidenca. Tako naj bi bili v njej:
- predsedstvo republike (romunsko Președinția Republicii), danes predsedstvo (romunsko Președinția);
- veliki državni zbor (romunsko Marea Adunare Naționalǎ), danes parlament Romunije (romunsko Parlamentul);
- ministrski zbor (romunsko Consiliul de Miniștri), danes vlada Romunije (romunsko Guvernul);
- vrhovno sodišče (romunsko Tribunalul Suprem),  danes Visoko kasacijsko sodišče (romunsko Înalta Curte de Casație și Justiție).

Stavba ima osem podzemnih ravni, zadnja je protiatomski bunker, povezan z glavnimi državnimi ustanovami z 20 km katakomb . Nicolae Ceaușescu se je bal jedrske vojne. Bunker je prostor z 1,5 m debelimi betonskimi stenami, ki jih sevanje ne more predreti. Zavetje je sestavljeno iz glavne dvorane, sedeža, ki bi imela telefonske povezave z vsemi vojaškimi enotami v Romuniji, in več stanovanjskih apartmajev za državno vodstvo v morebitni vojni.
Stavba ima površino 365.000 m², zaradi česar je po Pentagonu druga največja upravna stavba na svetu in s svojimi 2,55 milijona m³ je tretja najmasivnejša za zgradbo Vesoljskega centra Johna F. Kennedyja na Floridi in templjem pernate kače v Teotihuacanu v Mehiki.  Za primerjavo je mogoče omeniti, da stavba za 2 % presega obseg velike piramide v Gizi, zato jo nekateri viri označujejo kot "faraonsko" konstrukcijo .
Stavba palače parlamenta se vsako leto ugrezne za 6 mm.  Romunski strokovnjaki, ki so analizirali podatke, trdijo, da teža in struktura palače povzročata posedanje plasti pod konstrukcijo.

### Material
Stavba je bila zgrajena skoraj v celoti iz materiala romunskega izvora. Edina izjema so vrata dvorane Nicolaeja Bălcescuja. Podaril jih je Mobutu Sese Seko, predsednik Zaira.
Material: 3500 ton kristalov – 480 lestencev, 1409 stropnih svetilk in ogledal; 700.000 ton jekla in brona za monumentalna vrata in okna, lestence in kapitele, 1.000.000 m³ marmorja, 900.000 m³ lesa (nad 95 % domačega) za parket in okovje, vključno z orehom, hrastom, češnjo, belim javorjem; 200.000 m² volnenih preprog različnih velikosti (stroje je bilo treba premikati znotraj stavbe, da bi stkali nekatere večje preproge); barvne in brokatne zavese, okrašene z vezeninami in pozamenterijo iz srebra in zlata.

## Galerija
- Pogled na palačo s hriba Dealul Mitropoliei
- Notranjost
- Mednarodni konferenčni center